# Бортюк Ганна Леонідівна
Га́нна Леоні́дівна Бортю́к (13 серпня 1976, Одеса, Українська РСР, СРСР —  4 грудня 2019, Одеса, Україна) — викладач вищої математики та інформаційних дисциплін державного вищого навчального закладу «Одеський коледж економіки, права та готельно-ресторанного бізнесу». Герой України.

## Життєпис
Ганна Бортюк 18 років присвятила навчанню та вихованню студентів, була провідним фахівцем з інформаційних систем та комп'ютерних технологій коледжу та класним керівником.
4 грудня 2019 року в приміщенні державного вищого навчального закладу «Одеський коледж економіки, права та готельно-ресторанного бізнесу» сталася масштабна пожежа. Ганна щонайменше тричі заходила до палаючої будівлі задля того, щоб вивести студентів молодших курсів, які намагались вийти з аудиторій крізь задимлений коридор. Рятувала, доки полум'я не перегородило шлях до виходу. Чоловік Ганни Микола, старший пожежний рятувальник СДПЧ-2 ГУ ДСНС в Одеській області, прибув одним з перших на місце пожежі, але не зміг додзвонитися до неї.
Тіло Ганни Бортюк дістали з-під завалів 5 грудня. Її чоловік був на місці пожежі й відразу її впізнав. Вона стала другою жертвою трагедії. За попередніми даними, викладачка померла від отруєння продуктами горіння.
Ганну поховали 7 грудня.
Окрім чоловіка, у Ганни залишились двоє дітей — дорослі син і дочка, і літні батьки.
25 січня 2020 року Президент України Володимир Зеленський підписав указ про присвоєння звання Герой України з удостоєнням ордена «Золота Зірка» посмертно Ганні Бортюк та 5 липня передав орден її чоловіку Миколі.

## Нагороди
- Звання Герой України з удостоєнням ордена «Золота Зірка» (25 січня 2020, посмертно) — за героїзм і самопожертву, виявлені при рятуванні людей під час пожежі[11]